# Sonic & Sega All-Stars Racing
Sonic & Sega All-Stars Racing (ソニック＆セガレーシングオールスターズ, Sonikku & Sega Rēshinguō Rusutāzu) é um jogo de corrida para as plataformas: Nintendo DS, Nintendo Wii, Xbox 360, Playstation 3, Microsoft Windows e mobile lançado em 23 de Fevereiro de 2010, produzido pela empresa de publicação de jogos SEGA e criado pela Sonic Team junto da Sumo Digital.
Ela envolve muitos personagens antigos e novos da SEGA dirigindo veículos super-sônicos.